# Лучаны
Лучаны (укр. Лучани) — село в Ходоровской городской общине Стрыйского района Львовской области Украины.
Население по переписи 2001 года составляло 237 человек. Почтовый индекс — 81720. Телефонный код — 3239.